# Tournoi des Six Nations des moins de 20 ans 2013
Navigation
Tournoi des moins de 20 ans 2012 Tournoi des moins de 20 ans 2014
Le Tournoi des Six Nations des moins de 20 ans 2013 est une compétition annuelle de rugby à XV disputée par six équipes européennes : Angleterre, pays de Galles, Irlande, France, Écosse et Italie.
Le tournoi se déroule du 1er février au 17 mars 2013 les mêmes semaines que pour le Tournoi disputé par leurs aînés et selon un calendrier de cinq journées pendant lesquelles chacune des équipes affronte toutes les autres. Les trois équipes qui ont l'avantage de jouer un match de plus à domicile sont l'Angleterre, l'Écosse et l'Italie.

## Classement
| Rang | Nation             | J | V | N | D | Pm  | Pe  | Diff | Pts |
| ---- | ------------------ | - | - | - | - | --- | --- | ---- | --- |
| 1    | Angleterre -20 (T) | 5 | 4 | 0 | 1 | 150 | 54  | +96  | 8   |
| 2    | Pays de Galles -20 | 5 | 4 | 0 | 1 | 126 | 83  | +43  | 8   |
| 3    | Irlande -20        | 5 | 2 | 1 | 2 | 98  | 83  | +15  | 5   |
| 4    | Écosse -20         | 5 | 2 | 0 | 3 | 84  | 107 | -23  | 4   |
| 5    | France -20         | 5 | 2 | 0 | 3 | 54  | 105 | -51  | 4   |
| 6    | Italie -20         | 5 | 0 | 1 | 4 | 65  | 145 | -80  | 1   |

|  | Vainqueur du tournoi (no 1). |
|  | T : tenant du titre.         |

Attribution des points : Deux points sont attribués pour une victoire, un point pour un match nul, aucun point en cas de défaite.
Règles de classement : 1. points marqués ; 2. différence de points de matchs ; 3. nombre d'essais marqués ; 4. titre partagé.

## Calendriers des matchs
Les heures sont données dans les fuseaux utilisés par les pays participants : WET (UTC) dans les îles Britanniques et CET (UTC+1) en France et en Italie.
Première journée
| Le 1er février à 17 h 45 | The Brickfields, Devonport            | Angleterre -20     | 15 – 6  | Écosse -20  |
| Le 1er février à 19 h 00 | Stadio Marco Tomaselli, Caltanissetta | Italie -20         | 6 – 13  | France -20  |
| Le 1er février à 19 h 10 | Eirias Park, Colwyn Bay               | Pays de Galles -20 | 17 – 15 | Irlande -20 |

Deuxième journée
| Le 8 février à 19 h 30  | Netherdale, Galashiels                  | Écosse -20  | 30 – 17 | Italie -20         |
| Le 8 février à 19 h 35  | Dubarry Park, Athlone                   | Irlande -20 | 16 – 15 | Angleterre -20     |
| Le 10 février à 14 h 00 | Stade Marcel-Michelin, Clermont-Ferrand | France -20  | 13 – 27 | Pays de Galles -20 |

Troisième journée
| Le 22 février à 19 h 45 | Stadio Enrico Rocchi, Viterbe | Italie -20     | 10 – 25 | Pays de Galles -20 |
| Le 22 février à 19 h 30 | Netherdale, Galashiels        | Écosse -20     | 21 – 20 | Irlande -20        |
| Le 23 février à 19 h 30 | Sixways Stadium, Worcester    | Angleterre -20 | 40 – 10 | France -20         |

Quatrième journée
| Le 8 mars à 19 h 35 | Telford Street Park, Inverness  | Écosse -20     | 17 – 42 | Pays de Galles -20 |
| Le 8 mars à 19 h 45 | Dubarry Park, Athlone           | Irlande -20    | 22 – 5  | France -20         |
| Le 8 mars à 20 h 05 | Franklin's Gardens, Northampton | Angleterre -20 | 52 – 7  | Italie -20         |

Cinquième journée
| Le 15 mars à 19 h 00 | Stadio di Avezzano, L'Aquila | Italie -20         | 25 – 25 | Irlande -20    |
| Le 15 mars à 19 h 30 | Eirias Park, Colwyn Bay      | Pays de Galles -20 | 15 – 28 | Angleterre -20 |
| Le 17 mars à 13 h 00 | Stade Amédée-Domenech, Brive | France -20         | 13 – 10 | Écosse -20     |